# Sue Holloway
Sue Holloway (Halifax, Nova Escócia, 19 de maio de 1955) é uma ex-canoísta de velocidade canadiana na modalidade de canoagem.
É casada com Greg Joy, vencedor da medalha de Prata em salto em altura em Montreal 1976.

## Carreira
Foi vencedora da medalha de Prata em K-2 500 m em Los Angeles 1984 junto com a sua colega de equipa Alexandra Barré.
Foi vencedora da medalha de Bronze em K-4 500 m em Los Angeles 1984.